# Caracciolo Parra Olmedo (khu tự quản)
Caracciolo Parra Olmedo là một khu tự quản thuộc bang Mérida, Venezuela. Thủ phủ của khu tự quản Caracciolo Parra Olmedo đóng tại Tucani. Khự tự quản Caracciolo Parra Olmedo có diện tích 689 km2, dân số theo điều tra dân số ngày 21 tháng 10 năm 2001 là 22524 người.